# Luke Harding
Pour les articles homonymes, voir Harding et Luke Harding (linguiste).
Luke Harding, né le 21 avril 1968 à Nottingham, dans les Midlands, en Angleterre, est un journaliste britannique travaillant comme correspondant étranger pour The Guardian.

## Publications
- Luke Harding, David Leigh (en), David Pallister (en), The Liar: Fall of Jonathan Aitken, Penguin Books, 1997
- Luke Harding, David Leigh (en), WikiLeaks: Inside Julian Assange's War on Secrecy, Guardian Books, 1er février 2011  (ISBN 978-0-85265-239-8)[1]
- Mafia State: How One Reporter Became An Enemy Of The Brutal New Russia, Random House, 22 septembre 2011  (ISBN 978-0-85265-247-3), Guardian Books 29 septembre 2011  (ISBN 978-0-85265-247-3)[2]
- Avec Martin Chulov, Libya: Murder in Benghazi and the Fall of Gaddafi, 20 octobre 2012[3]
- The Snowden Files: The Inside Story of the World's Most Wanted Man, Vintage Books 7 février 2014  (ISBN 978-0804173520), Guardian Faber 6 février 2014  (ISBN 978-1783350353)
- A Very Expensive Poison: the Definitive Story of the Murder of Litvinenko, 2016, Guardian Faber (ISBN 978-1783350933)